# Bart vs. Itchy & Scratchy
Bart vs. Itchy & Scratchy, titulado Bart contra Tomy y Daly en Hispanoamérica y Bart contra Pica y Rasca en España, es el decimoctavo episodio de la trigésima temporada de la serie animada Los Simpson, y el episodio 657 de la serie en general. Se emitió en Estados Unidos en Fox el 24 de marzo de 2019. Fue el primer episodio en transmitirse después de haber finalizado la adquisición de 21st Century Fox por parte de The Walt Disney Company el 20 de marzo de 2019.

## Argumento
Los Simpson asisten a una convención donde Krusty el payaso organiza una mesa redonda sobre su programa. Después de expresar frustración ante los fanáticos que hacen preguntas repetitivas, anuncia que "Itchy & Scratchy" se reiniciará con los personajes que serán reemitidos como hembras. Mientras Lisa Simpson está emocionada por los cambios, Bart Simpson, Milhouse Van Houten, Nelson Muntz y Martin Prince expresan su indignación y juran que nunca más volverán a ver el programa en señal de protesta. Bart organiza una fiesta en la que los niños no quieren ver el programa. Sin embargo, él escucha a Lisa grabando un video de reacción en su teléfono mientras ve el episodio y decide investigar. Se ríe a pesar de sí mismo y se enfrenta a Lisa. Cuando le miente a sus amigos sobre el episodio, Lisa, después de grabar su risa, carga el video en línea desde su teléfono en venganza.
El video de Lisa se vuelve viral y Bart se enfrenta a sus amigos en la escuela, quienes lo reprenden por traicionar su género. Intentan darle una paliza, pero él se refugia en el baño de mujeres donde conoce a Carmen, Erica y Piper; tres niñas de sexto grado. Las chicas se llaman a sí mismas "Bossy Riot" (una parodia de Pussy Riot) y realizan bromas en nombre del feminismo. Bart se revela como El Barto y los convence para que lo dejen unirse a Bossy Riot mejorando una de sus bromas. En ausencia de Bart, los chicos se dirigen a Milhouse como su nuevo líder. Él forma la "Asociación por los Derechos de los Niños", o BRA por sus siglas en inglés, y comienzan a presionar a Krusty para que revierta los cambios a Itchy & Scratchy.
Bart y las Bossy Riot llevan a cabo una serie de bromas dirigidas a figuras de autoridad masculinas en Springfield, y las chicas le dan una máscara de color púrpura que les permite participar en las bromas sin ser detectadas. La gente del pueblo tiene miedo y sus travesuras hacen las noticias de la tarde. Lisa se da cuenta de que Bart es parte de las Bossy Riot cuando ve un hilo suelto de hilo morado en sus pantalones cortos y lo enfrenta en su habitación. Inicialmente lo niega, pero lo admite inmediatamente cuando ella dice que destruye su visión de todo el universo. Ella lo acusa de esconderse detrás de causas en las que él no cree para realizar bromas; Bart responde que si bien Lisa aboga por las causas, nunca ha tenido el coraje de actuar.
En la reunión de las Bossy Riot, se enteran de que Krusty ha cedido al BRA y restaurará la versión masculina de Itchy & Scratchy. En represalia, Carmen, Erica y Piper planean destruir las cintas maestras de "Itchy & Scratchy" en la televisión en vivo, destruyendo "Itchy & Scratchy" para siempre. Bart protesta por sus acciones; causando que las tres niñas tomen represalias atándolo y escapando antes de que Lisa lo encuentre.
Bart y Lisa se dirigen a los estudios de Krusty, donde las chicas están a punto de dejar caer las cintas en un estanque de removedor de esmalte de uñas. Mientras Bart intenta, sin éxito, razonar con ellas a través del mansplaining, Lisa decide tomar acción, derribando el estanque en el último momento. El removedor de esmalte de uñas inunda el piso del estudio y los vapores abruman a los miembros reunidos del BRA, causando que rompan a llorar. Las acciones de Lisa son captadas por la cámara, impresionando a las Bossy Riot, mientras que el BRA culpa a Milhouse por su humillación después de que las chicas glicerizaran sus lágrimas. Cuando Bart se despide de las chicas, Lisa se siente inspirada a tomar más medidas y se une a las Bossy Riot, mientras que Bart acepta no luchar por las causas en las que no cree. Le da a Lisa su máscara morada y, mientras observa a Lisa y a las chicas alejarse, pinta con aerosol un mensaje en una pared, "El patriarcado es cobarde", lo que implica que su tiempo con las Bossy Riot le ofreció más que una oportunidad de causar travesuras.
Durante los créditos finales, Bart hace las paces con sus amigos en la casa de Milhouse. Le preguntan sobre su tiempo con las chicas y para su angustia, él revela que "no nos envidian".

## Producción
Bleeding Fingers Music fue contratado para producir actualmente la música de la serie, pero, extrañamente, se escucharon algunas de las pistas musicales de Alf Clausen en este episodio. En los créditos finales del episodio, Clausen fue acreditado como "Compositor Emérito", a pesar de que fue despedido del programa.